# كأس ويلز 1974–75
كأس ويلز 1974–75 (بالإنجليزية: 1974–75 Welsh Cup)‏ هو موسم من كأس ويلز. فاز فيه نادي ريكسهام.